# Igersheim
Igersheim es un municipio del Distrito de Meno-Tauber, en el estado federado de Baden-Wurtemberg, Alemania.

## Distritos del municipio
El municipio consta de los siguientes distritos: Bernsfelden, Harthausen, Igersheim, Neuses y Simmringen.

## Monumentos y sitios de interés

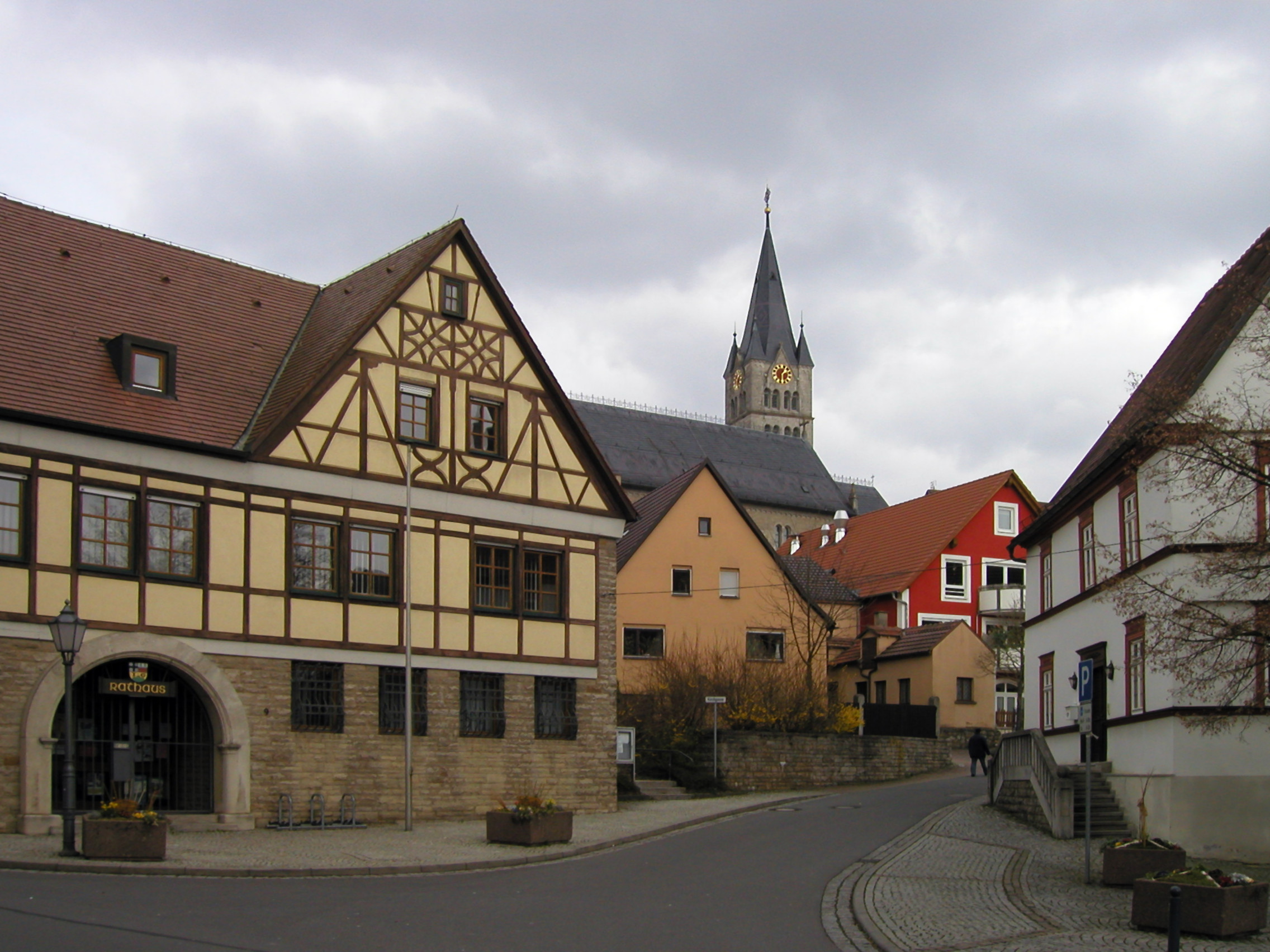
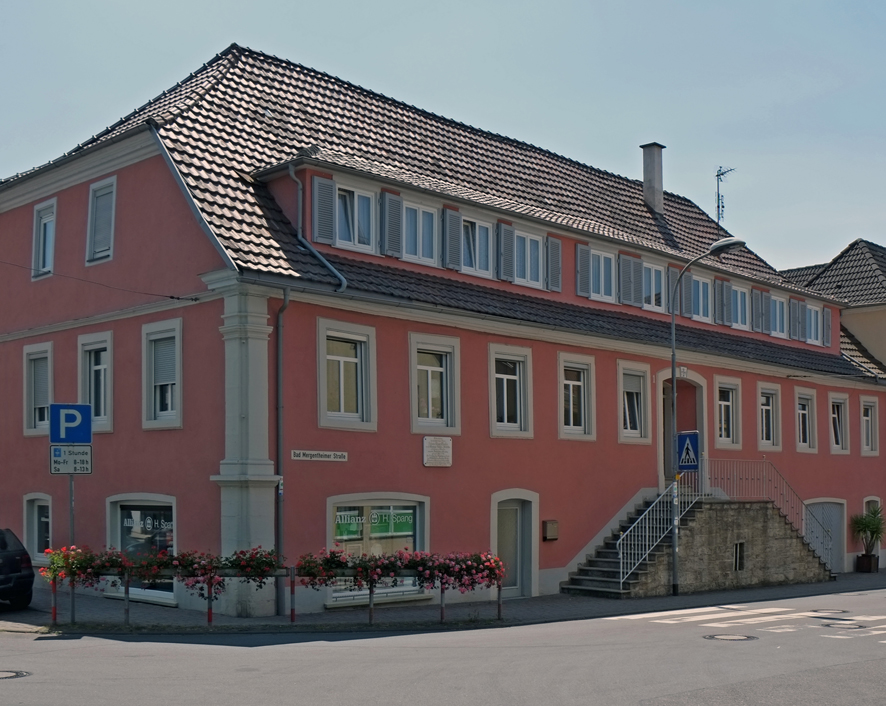
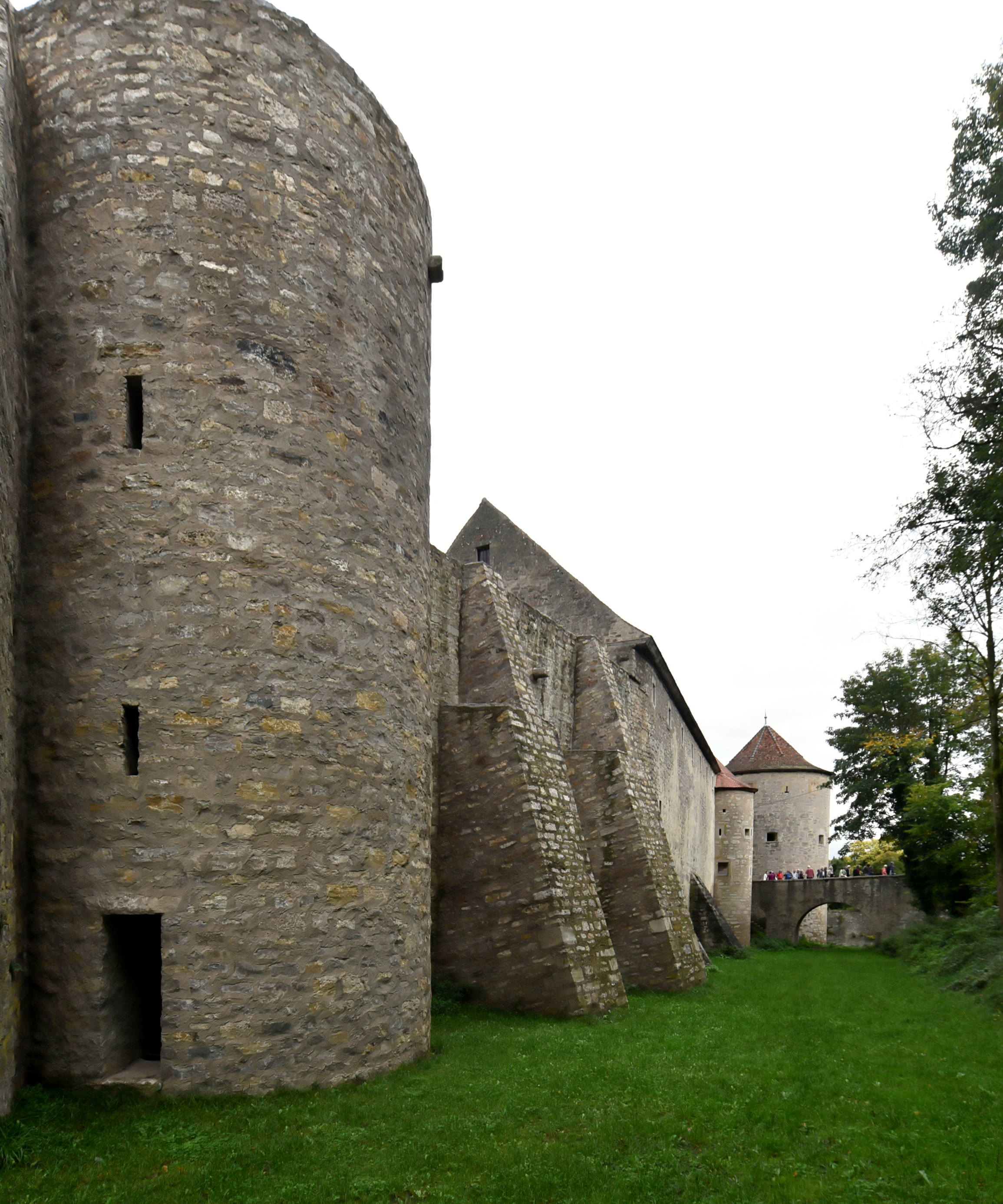